# 潘外憐
潘外怜（？—？），中國北魏孝明皇帝元诩的寵妃，女帝元氏的母親。史書中稱其為潘嬪、潘充華、充華潘氏等等。她出身不详，没有亲人，在皇宫拜老宦官成轨为义父。
潘外憐因天生美貌，自幼便被孝明帝选入后宫，元翊好酒，在后妃中最為寵爱姿色超群的潘外憐，但元诩的母親胡太后專權，刻意打壓寵妃和貴族女子在後宫的勢力，因此潘外憐的封號僅僅是嬪中最低的一級充華。元诩對她十分寵信。胡太后再次臨朝稱制之後，曾经軟禁胡太后並殺死其情人元怿的妹夫——元乂依然在朝，且元诩相當信任這位姨父。宦官張景嵩便去游說潘外憐：「元乂想要危害您」，潘外憐果然害怕，就在元诩面前又加了一篇话說：「元乂要殺我，而且還要謀害陛下」。元诩相信了，於是解除了元乂的職務，元乂不久就被胡太后殺死。
武泰元年（528年），潘外憐生下一個女兒（即日後的女帝元氏），这个女儿是孝明帝第一个、也是唯一的孩子。不久，胡太后對外宣布生的是男孩，大赦天下，然後毒死兒子元詡，並立潘外憐之女為皇帝。數日後又宣布皇帝是女孩，改立3歲的元钊為帝。不久爾朱榮殺死了胡太后和新皇帝元钊。潘外憐和其女的下落則再無記載。